# Давлетгильдеев, Ренат Маратович
Рена́т Мара́тович Давлетгильде́ев (род. 20 апреля 1986, Алма-Ата) — российский журналист, телеведущий и ЛГБТ-активист. Бывший ведущий, шеф-продюсер информационной службы и заместитель главного редактора телеканала «Дождь». В настоящее время — ведущий общественно-политического YouTube-канала «Ходорковский LIVE».

## Биография
В 2008 году Давлетгильдеев окончил отделение деловой и политической журналистики факультета прикладной политологии Высшей школы экономики, затем учился в аспирантуре на кафедре публичной политики ВШЭ, разрабатывал диссертацию на тему «Региональные выборы в России».
В 2010 году Давлетгильдеев стал ведущим программ «Здесь и сейчас», «Кофе-Брейк» и других проектов на телеканале «Дождь». Позже занимал должности шеф-продюсера информационной службы и заместителя главного редактора телеканала. Отвечал за информационное вещание и специальные репортажи телеканала.
В 2013 стал лауреатом премии HSE Alumni Awards (номинация «Четвертая власть»), присуждаемой выдающимся выпускникам Высшей школы экономики.
В 2014 году стал руководителем видеопортала СМИ Михаила Ходорковского «Открытая Россия». Проект финансировался Ходорковским через юридическое лицо, зарегистрированное на Давлетгильдеева.
В 2016—2018 годах жил в Праге, был ведущим и продюсером телеканала «Настоящее время». В 2016 году стал исполнительным продюсером документального фильма «Немцов».
В 2020 году — креативный директор Snob.ru. В октябре 2020 года сообщал о планах баллотироваться в Госдуму от Южного избирательного округа Санкт-Петербурга. Давлетгильдеев, который намеревался представлять ЛГБТ-движение в Госдуме, выбрал округ, который в парламенте представляет Виталий Милонов, являющийся сторонником «традиционных ценностей».
Был продюсером программы «Осторожно, Собчак». В настоящее время — ведущий эфира YouTube-канала «Ходорковский LIVE».
В августе 2024 года Министерством юстиции России внесён в список физических лиц — «иностранных агентов».

## Личная жизнь
Давлетгильдеев открытый гей, совершил каминг-аут в 2013 году. В 2020 году публично рассказал, что поборол наркозависимость.
В 2018 году журналист утверждал, что помощники Владимира Жириновского хотели отвезти его в корпоративную сауну ЛДПР, а сам политик «лапал» его. В 2020 году он повторил эти слова в эфире «Дождя». Жириновский требовал признать информацию недостоверной и порочащей его честь, достоинство и деловую репутацию, а также выплатить ему 10 млн рублей. В феврале 2022 года Останкинский районный суд Москвы отказал Жириновскому в удовлетворении требований к Ренату Давлетгильдееву и телеканалу «Дождь».